# Найден Ганчев
Найден Ганчев Келчев е български опълченец (1877 – 1878).

## Биография
Роден е през 1849 година в Копривщица.
Пристига от Болград, Бесарабия, и на 20 април 1877 г. е зачислен в  I рота, V дружина на Българското опълчение. Ефрейтор. Ранен е в битката при Шейново през декември 1877 г., в болница е до 2 февруари 1878 г. Уволнен е на 22 юни 1878 г.
Награден е със Знака за отличие на военния орден „Св. Георги“ IV степен за проявен героизъм по време на Шипченската битка.
След Освобождението живее в Пловдив.
Умира на 27 септември 1911 година.